# Nikolaus von Oresme

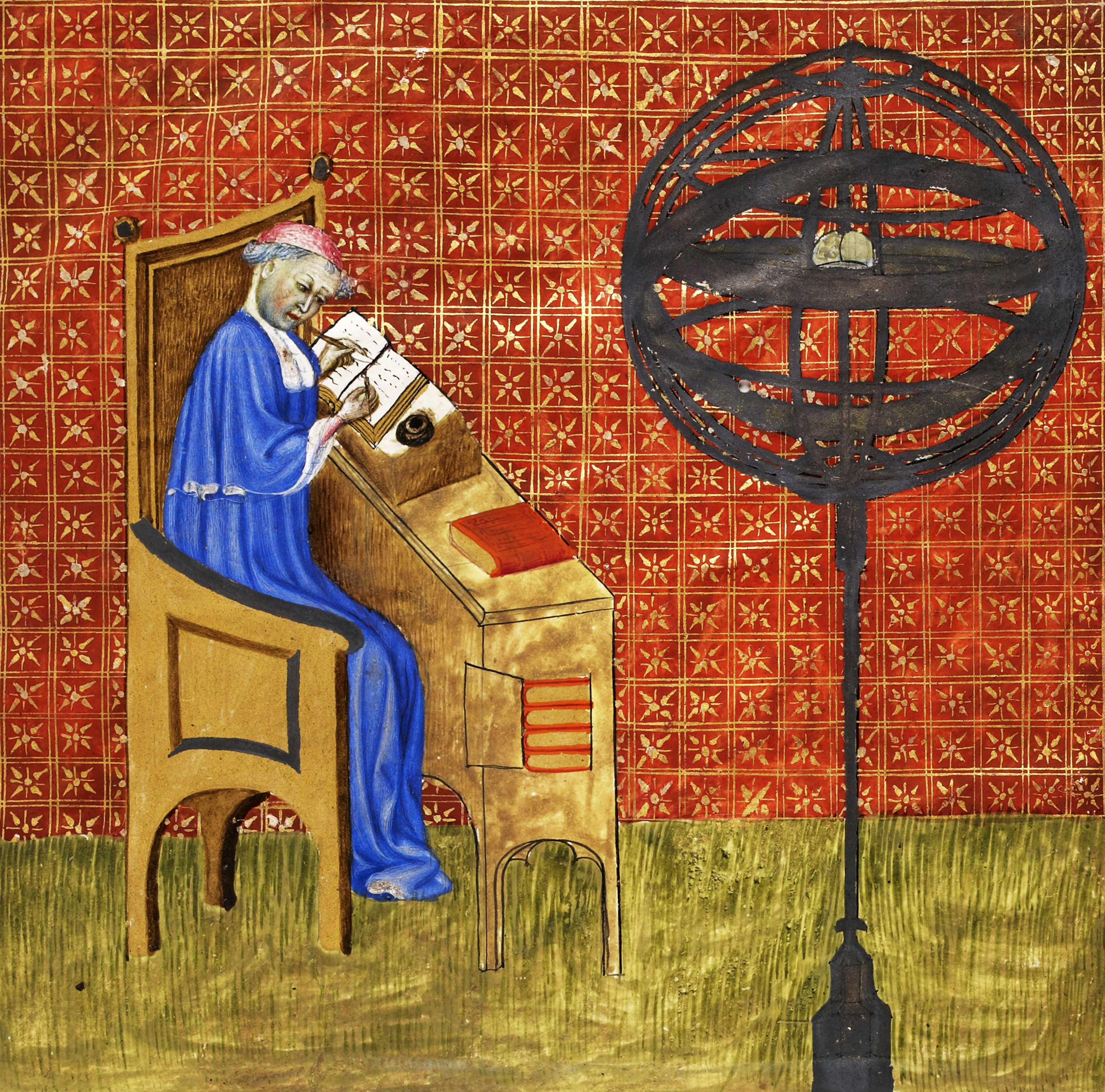
Mittelalterliche Miniatur des Nikolaus von Oresme aus dem Buch Traité de l'espère

Nikolaus von Oresme (* vor 1330 in der Normandie; † 11. Juli 1382 in Lisieux, Frankreich; auch Nicolas Oresme, Nicolas d'Oresme, Nicholas Oresme, Nicole Oresme) war ein französischer Prediger, Bischof, Mathematiker, Physiker, Astronom und einer der bedeutendsten Naturwissenschaftler sowie Philosophen des 14. Jahrhunderts.

## Leben
1348 trat er als Student der Theologie in das Kolleg von Navarra in Paris ein, acht Jahre später wurde er Leiter (grand-maître) ebendieses Kollegs. In dieser Zeit kam er in Kontakt mit der königlichen Familie – er wird sogar als Erzieher des Dauphin, des späteren Königs Karl V. von Frankreich angesehen. 1361 wurde er Dekan der Kathedrale von Rouen, 1362 Kanonikus in Rouen. Um 1364 trat er als Strafprediger in Erscheinung. In der Zeit von 1370 bis 1377 übersetzte er im Auftrag des Königs Schriften des Aristoteles aus dem Lateinischen ins Französische. Im Jahr 1377 wurde er zum Bischof von Lisieux gewählt, der er bis zu seinem Tod blieb.

## Wissenschaftliche Arbeiten und Leistungen
Oresme war mit Wilhelm von Ockham und Johannes Buridan einer der einflussreichsten Lehrer und Denker seiner Zeit. Neben seinen Aufgaben als Theologe und Berater des Königshauses fand er Zeit, sich für naturwissenschaftliche Probleme zu interessieren. Er war ein entschiedener Gegner der Astrologie. Er wurde auch bekannt als Übersetzer antiker Schriften (insbesondere Aristoteles) ins Französische, darunter die Nikomachische Ethik, die Politik sowie die pseudoaristotelische Oeconomica, und hatte die Fähigkeit, die Wissenschaft seiner Zeit populär zu vermitteln.
Oresme wird häufig als Vorläufer der modernen Naturwissenschaften dargestellt; er habe das heliozentrische System vor Nicolaus Copernicus, das Fallgesetz vor Galilei oder die analytische Geometrie vor Descartes entdeckt. Diese Sichtweise verkennt, dass Oresme noch zur traditionellen Scholastik zu rechnen ist, auch wenn er an manchen Behauptungen der Lehre des Aristoteles deutliche Kritik übt.
Wegbereiter war er dennoch, da seine Überlegungen zu naturwissenschaftlichen Problemen manche neue Betrachtungsweisen enthalten. So besteht er im Gegensatz zur traditionellen Doktrin darauf, dass alternative Lösungen zumindest denkbar und diskutierbar sind, so etwa bei der Erddrehung: sowohl die geozentrische wie die heliozentrische Hypothese seien in naturwissenschaftlichen Erörterungen gleichermaßen plausibel, da die von Aristoteles vorgelegten Argumente für die geozentrische Variante nicht schlüssig seien (gleichwohl vertrat Nikolaus selbst nicht die heliozentrische Hypothese).
Ebenfalls neu ist die Vorstellung des Nikolaus, die Bewegungen der Planeten seien nicht diesen bei der Erschaffung der Welt durch Gott eingeprägt worden, sondern es gebe vielmehr ein Gleichgewicht der Kräfte und Widerstände. Dabei bewegt er sich jedoch völlig innerhalb der traditionellen Vorstellungen von „Intelligenzen als Bewegern“ und von dem grundsätzlichen Unterschied zwischen der sublunaren und der himmlischen Welt.
Nikole von Oresme formt die Begriffe der Stetigkeit, der Unendlichkeit und der Funktion, die entscheidend sind für die neuere Mathematik und legt die Grundlagen zur graphischen Darstellung.
Wegweisend war sein Versuch, mathematische Konzepte auf naturwissenschaftliche Erscheinungen anzuwenden. Dies wird besonders deutlich bei der erstmaligen Verwendung von Koordinaten, wenn qualitative Änderungen numerisch bestimmt werden sollen, so etwa bei der Frage, ob ein Liter heißes Wasser „wärmer“ sei als fünf Liter lauwarmen Wassers. Oresme stellt beide Sachverhalte als zwei Rechtecke mit unterschiedlicher Abszisse (hier: Wassermenge) bzw. Ordinate (hier: Temperatur) dar und löst das Problem über einen Vergleich der Flächen. Dabei ist er nicht an konkreten Messungen bzw. Vergleichen interessiert als vielmehr am grundsätzlichen Lösungsweg. Es zeigt sich rasch, dass dieselbe Überlegung auch angewendet werden kann auf Fragen wie: Wie verhält sich die „Bewegung“ einer langsamen, aber großen Masse zu der einer kleinen, schnellen Masse. Das heißt: auf alle Fragen, bei denen „intensive“ Größen im Sinne des Aristoteles eine Rolle spielen.
Auch seine Argumente zu volkswirtschaftlichen Fragestellungen (eigentlich zur Geldpolitik) weisen neue Wege: Geldschöpfungsgewinne durch das Recht, Münzen zu prägen, stünden nicht dem Souverän, sondern der Bevölkerung zu.
Charakteristisch für Oresme ist seine Auffassung, dass natürliche Erscheinungen auf natürliche (und nicht auf überirdische) Ursachen zurückgeführt werden müssen – eine Auffassung, die sich in seinen Schriften gegen die Astrologie deutlich ausdrückt.
In diesem Sinne ist Nikolaus von Oresme nicht nur ein typischer Vertreter der Philosophie der Frührenaissance, sondern auch Wegbereiter u. a. für Cusanus, Kopernikus, Galilei oder Descartes.
Intensive Forschungen zum Leben und Werk von Oresme betrieb der sowjetische Mathematik- und Wissenschaftshistoriker Wassili Pawlowitsch Subow, der unter anderem 1958 den Tractatus de configurationibus qualitatum et motuum des Gelehrten erstmals in die russische Sprache übertrug.
1970 wurde der Mondkrater Oresme nach ihm benannt.

## Ausgaben
- Nicole Oresme: Traictie de la première invention des monnoies, hg. v. Louis Wolowski, Paris 1864.
- Nicole Oresme: Le livre de Éthiques d’Aristote. Published from the Text of MS. 2902, Bibliothèque Royale de Belgique, hg. v. Albert Douglas Menut, New York 1940.
- Nicole Oresme: The De Moneta of Nicholas Oresme and English Mint Documents, hg. v. Charles Johnson, London 1956.
- Nicole Oresme: Le Livre de Yconomique d’Aristote'. Critical Edition of the French Text from the Avranches Manuscript with the Original Latin Version. Introduction and Englisch Translation. Herausgegeben von Albert Douglas Menut. In: Transactions of the American Philosophical Society. Neue Folge, Band 47, Teil 5, 1957.
- Nicole Oresme: Le Livre de Politiques d’Aristote. Published from the Text of the Avranches Manuscript 223, hg. v. Albert Douglas Menut, in: Transactions of the American Philosophical Society 60,6 (1970).
- Nicole Oresme; Bartolus de Saxoferrato; Johannes Buridan: Traité des monnaies et autres écrits monétaires du XIVe siècle, hg. v. Claude Dupuy, Lyon 1989.